# Tony Jay
Tony Jay (født 2. februar 1933 i London, død 13. august 2006 i Los Angeles) var en britisk-amerikansk skuespiller, stemmelægger og sanger.
Foruden at have lagt stemmen til figurer i en lang række film og tv-serier, lagde han også stemmen til en række spilfigurer bl.a. Elder God i Legacy of Kain-serien.

## Udvalgt filmografi

### Film
- 1981: Time Bandits – Supreme Being, stemme
- 1991: Skønheden og udyret – Dr. Grumme, stemme
- 1996: Klokkeren fra Notre Dame – Frollo, stemme
- 2002: Skatteplaneten – Fortæller
- 2003: Junglebogen 2 – Shere Khan, stemme

### Tv-serier
- 2001–03: Hos Mickey – Spejlet, stemme
- 1994–96: Teenage Mutant Ninja Turtles – Lord Dregg, stemme
- 1996:    Spider-Man: The Animated Series – Baron Mordo, stemme
- 1990–91: Luftens Helte – Mr. Shere Khan, stemme

## Udvalgte computerspil
- 1999: Legacy of Kain: Soul Reaver – Elder God
- 1999: Planescape: Torment – The Transcendent One
- 2000: Forgotten Realms: Icewind Dale – Kresselack
- 2001: Soul Reaver 2 – Elder God
- 2003: Legacy of Kain: Defiance – Elder God
- 2004: Fallout: Brotherhood of Steel – Attis, fortæller